# Metagonia bellavista
Metagonia bellavista is een spinnensoort uit de familie trilspinnen (Pholcidae). De soort komt voor op de Galapagoseilanden.